# Marsyas de Frígia
Marsyas de Frígia fou un afluent del riu Meandre. Heròdot l'esmenta com καταρράκτης; i Xenofont diu que naixia a Celaenae. El seu naixement era a un lloc proper al mateix Meandre al que després desaiguava.